# Meganeura
Meganeura monyi
Genre
Espèce
Synonymes
- Meganeura aeroplana (Handlirsch, 1919)[1]
- Meganeura brongniarti (Handlirsch, 1906)[1]
- Meganeura brongniartiana (Handlirsch, 1919)[1]
- Meganeura draco (Handlirsch, 1919)[1]
- Meganeura fafnir (Handlirsch, 1906)[1]
- Meganeurella rapax (Handlirsch, 1919)[1]

Meganeura est un genre éteint d'insectes du Carbonifère au Permien, de l'ordre des Meganisoptera (entre -360 et -300 millions d'années) ayant l'aspect d'une libellule géante. Meganeura monyi est la seule espèce connue de ce genre,.

## Aspect
Ses dimensions dépassaient celles de tous les insectes actuels, étant comparables à celles d'un pigeon biset : sa longueur était environ 30 cm, son envergure pouvait atteindre jusqu’à 80 centimètres, mais elle était bien plus légère que celui-ci, avec une masse estimée à 150 g. L'espèce Meganeura monyi est un des plus grands insectes qui aient jamais existé, tout juste devancé, en l'état actuel de nos connaissances, par une espèce du Permien : Meganeuropsis permiana.

## Mode de vie
Les reconstitutions paléoécologiques indiquent que son milieu de vie était constitué de forêts tropicales du Carbonifère, à proximité de rivières ou d’autres points d'eau.
Meganeura a toutes les caractéristiques d'un superprédateur qui se nourrissait probablement d'autres insectes (tels les paléodictyoptères et les dictyoptères) qu'elle devait chasser en vol. Ses yeux de grande taille et jointifs, avec une vision à près de 360°, une vision vers le haut et le bas, des pattes solides et épineuses pour se saisir des proies, sont aujourd'hui caractéristiques des libellules « faucons » (hawker).

## Gisements
Des fossiles de Meganeura monyi ont été découverts dans les mines de charbon de Commentry, dans l'Allier, en 1880. Le nom de l'espèce monyi lui vient de Stéphane Mony, qui était alors le directeur de ces mines de Commentry et qui fit parvenir les fossiles au paléontologue français Charles Brongniart qui décrit l'espèce en 1885 et lui donna son nom en référence aux grandes « mega » nervures « neura » de ses ailes.
Un autre exemplaire remarquable a été découvert à Bolsover, dans le Derbyshire, en 1979.
L'holotype se trouve au Muséum national d'histoire naturelle à Paris. Le mineur qui arrondissait ses fins de mois en recherchant des fossiles, a donné des coups de pioche en ouvrant la dalle fossilifère, d'où la présence de quatre entailles dont l'une a fait disparaître la tête.

## Trop grand pour respirer dans l'atmosphère actuelle?

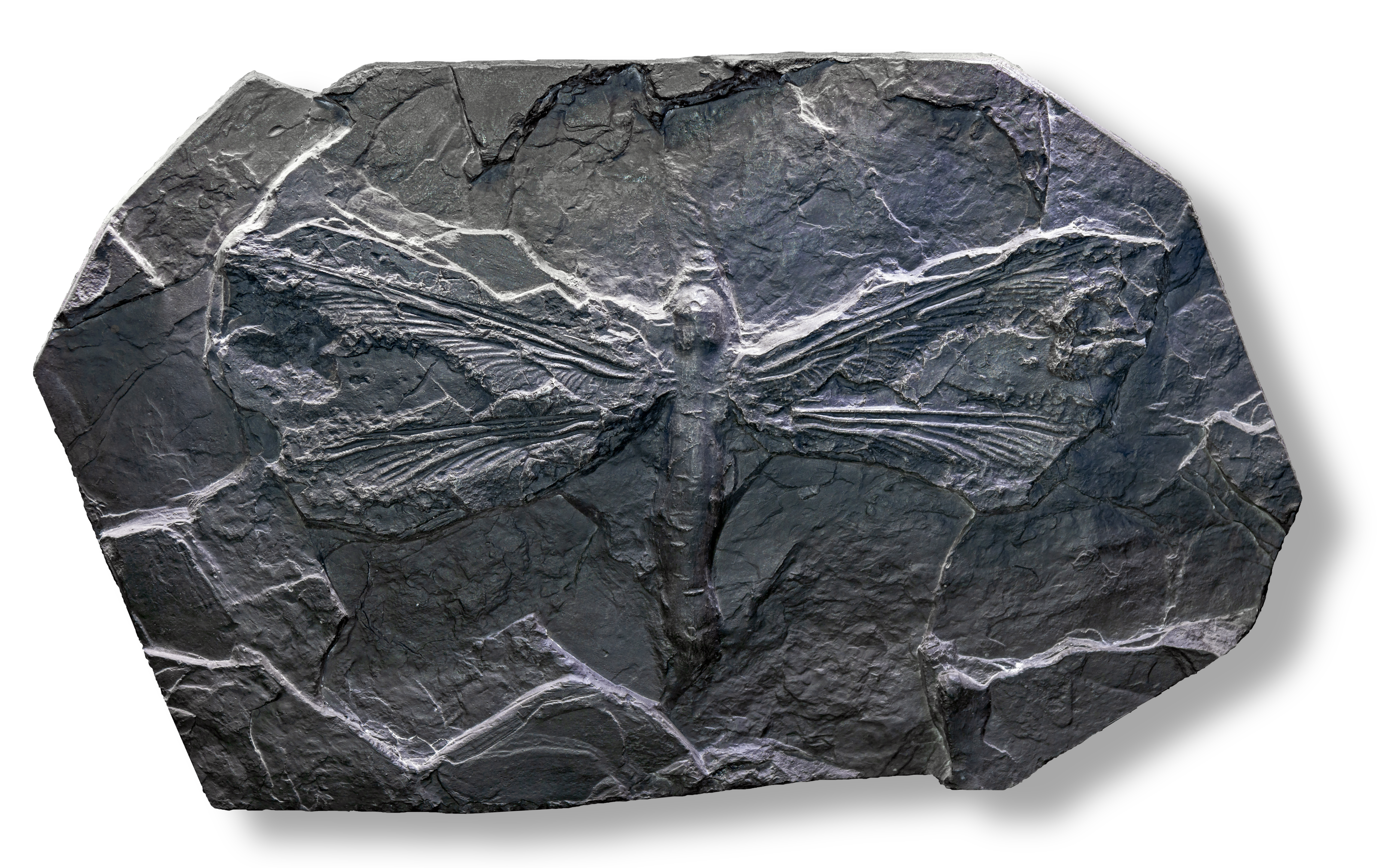
Moulage d'un fossile de Meganeura monyi.
Muséum de Toulouse.

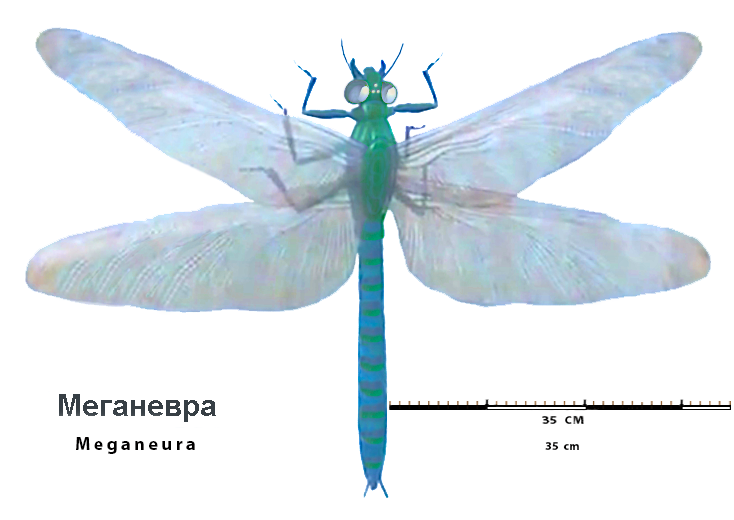
Restitution paléoartistique de Meganeura monyi.
Muséum de Kyïv (Ukraine).

Des discussions ont eu lieu sur la question de savoir comment les insectes du Carbonifère avaient pu devenir aussi grands. La façon dont le dioxygène se diffuse à travers le système respiratoire trachéen impose à la taille du corps une limite maximale, que cependant les insectes du Carbonifère semblent avoir dépassée. D'abord on a proposé que Meganeura pouvait voler du fait qu'à cette époque il y avait davantage de dioxygène dans l'atmosphère que les 21 % actuels. Cette théorie a été abandonnée par la suite, mais elle a retrouvé crédit en 1999 grâce à des études sur la relation entre le gigantisme et la disponibilité en dioxygène. Si cette théorie est correcte, ces insectes géants auraient été dangereusement sensibles à la décroissance subite des niveaux de dioxygène, et ils n'auraient pas été capables de survivre dans la nouvelle atmosphère.

### Un ensemble de causes à leur disparition
Cette relation entre le taux de dioxygène dans l'air et la taille possible des insectes imposée par leur système respiratoire peut expliquer la disparition des insectes géants non volants au Trias. Mais en ce qui concerne les espèces d'insectes volants, dont Meganeura, on a retrouvé des fossiles de ces insectes géants dans les ères géologiques postérieures au Carbonifère, durant lesquels le taux de dioxygène était redevenu proche de celui de l'époque actuelle. En effet, le vol permet d'optimiser les échanges gazeux dans le corps des insectes volants. 

On explique leur déclin par la concurrence qu'ils auraient eue par les ptérosaures (reptiles volants du genre Anurognathus) ou leurs ancêtres (Coelurosauravus) puis par les premiers oiseaux au Jurassique, enfin leur extinction finale au Crétacé par le changement écosystémique des zones lacustres (en lien avec le développement des plantes à fleurs dont la décomposition par les microorganismes aquatiques consomment l'oxygène dans l'eau) où se développaient leurs larves.

## Meganeuradans la culture populaire

### Documentaires et fiction
- Dans la série documentaire Prehistoric Park, Nigel Marven sauve de l'extinction un spécimen de Meganeura.
- Meganeura apparaît aussi dans la série documentaire Sur la terre des géants.
- Meganeura apparaît aussi dans le documentaire Voyage aux origines de la Terre.
- Meganeura apparaît aussi dans le documentaire Il était une fois notre planète diffusé sur Nat Geo Wild en 2014.
- Dans le série Terra Nova, Mira, la leader des classes Six, a une Meganeura comme animal espion.

### Bande dessinée
- Dans l'album Le Piège diabolique de la série Blake et Mortimer, Mortimer, plongé à une époque indéterminée de la préhistoire (vraisemblablement le Crétacé ou le Jurassique, la section comportant de nombreuses incohérences), il est assailli par deux insectes géants nommés par l'auteur « Méganeudon ».

### Jeu vidéo
- Le Pokémon Yanmega, l'évolution de Yanma, en est inspirée.
- Méganeura est présente dans le jeu ARK Survival Evolved.
- Dans Destiny 2, Meganeura est une particularité d'arme qui permet d'améliorer les dégâts de la zone offerte par la particularité d'arme « libellule ».

### Sources
- (it) Cet article est partiellement ou en totalité issu de l’article de Wikipédia en italien intitulé « Meganeura monyi » (voir la liste des auteurs).